# Twinz!
Twinz! je hra pro počítače Sinclair ZX Spectrum a kompatibilní. Autorem hry je Hellenic Software, hra vznikla v roce 1991. Hra byla vydána jako příloha časopisu Sinclair User 7/1991.
Hra je variantou hry pexeso pro jednoho hráče, který hledá dva shodné obrázky. K nalezení všech dvojic má hráč pouze omezený čas. Hra má několik úrovní, v každé úrovni se vyskytuje jiná sada obrázků.
Hra byla později portována na počítače Amiga, PC a na operační systém Android.